# گورستان دمبی هاشم‌آباد
قبرستان دمبی هاشم‌آباد مربوط به دوره اشکانیان است و در شهرستان سرباز، بخش مرکزی، دهستان پارود، روستای هاشم‌آباد واقع شده و این اثر در تاریخ ۲۷ اسفند ۱۳۸۷ با شمارهٔ ثبت ۲۶۲۲۵ به‌عنوان یکی از آثار ملی ایران به ثبت رسیده است.